# عزت عبد الجواد
عزت عبد الجواد (القرن 20 -) ممثل مصري، 

## مسيرته
كان يعمل بوظيفة مهندس، وعمل في المصانع الحربية التي أقيمت في مصر بعد حرب 1948، ثم نتقل في وظائف متعددة واخيراً أستقر بأكادمية الفنون بالهرم، وتدرج في السلم الوظيفي حتى أصبح وكيلاً لوزارة الثقافة، كما قام بالتدريس في أكادمية الفنون كأستاذ زائر.
أتخذ التمثيل كهواية منذ الصغر، وشارك الكثير من النجوم في أعمال فنية متنوعة مثل الراحل فريد شوقى، وأحمد زكي، وعادل إمام.
تنوعت أعماله في السينما والمسرح والتلفزيون.
توفى عن عمر يناهز 61 عام بالقاهرة.

## أعمال

### مسلسلات
| - ينبوع الغضب:1994 - ولكنّه الحبّ:1991 - أبدًا لم يكن حبًا:1990 - الرحاية:1989 - بعد العاصفة:1989 - رأفت الهجان (ج1):1988-مدبولي - رقيب لا ينام:1988 - نار ودخان:1988 - الوجه الآخر:1987-جاب الله - رفاعة الطهطاوي:1987-بدوي (والد رفاعة) - سنبل بعد المليون:1987 | - علاء وصفاء والأصدقاء:1987 - فرفشة (ج2):1987 - الأفيال:1986 - الذئب الأزرق:1986 - المكتوب على الجبين:1986 - البحث عن السعادة:1985 - برديس:1985-عبدالرسول - بلاد السعادة:1985 - عبدالرحمن بن خلدون:1985 - لا إله إلا الله (ج1):1985 - أجمل الزهور:1984 | - رفقاً أيها الأبناء:1984 - زهرة والمجهول:1984 - لمن يهمه الأمر:1984 - ولاد حارتنا:1982 - كيمو:1979 - فرصة العمر:1976 - عادات وتقاليد:1972 - البيانولا:1971 - المنبوذ:1965 - الهويس - نور الإيمان |

### أفلام
| - درب البهلوان:1992-المعلم عنتر - شفاه غليظة:1992 - المشاغبات والكابتن:1991-المعلم عيسوى - تاجر الفاكهة - اليوم المشهود:1991 - تحت الربع:1991-د. عبد الرحيم - رئيس التحرير - مراهقون ومراهقات:1991-مدبولى - الإمبراطور:1990-دياب - الملك لله:1990-عبدالسميع - صاحب الشقة - بلاغ للرأي العام:1990-فتحي المحراتي - خميس يغزو القاهرة:1990-صاحب المخبز - خيانة:1989 - صراع الأحفاد:1989-أستاذ جامعي - أصدقاء الشيطان:1988 - ملف سامية شعراوي:1988-أبو هلال - أبناء وقتلة:1987-مغاوري - الملعوب:1987-حاج فوزى - المواجهة:1987 - روض الفرج:1987-خال حسين | - قبل الوصول لسن الانتحار:1987 - كل شيء قبل أن ينتهي العمر:1987 - الأنثى:1986-بيومي بركات - الحرافيش:1986-مصطفى - السكاكيني:1986-مأمون - الصبر في الملاحات:1986 - امراة مطلقة:1986-عبدالعظيم - رغبة وحقد وانتقام:1986-حميدو الملاح - سترك يارب:1986-صاحب العمارة تحت التشطيب - سري للغاية:1986-رئيس المباحث - كدابين الزفة:1986 - منزل العائلة المسمومة:1986 - الأستاذ يعرف أكثر:1985 - الطوفان:1985 - أنا:1985 - أنا اللي قتلت الحنش:1985 - رمضان فوق البركان:1985 - شهد الملكة:1985 | - صاحب الإدارة بواب العمارة:1985-والد سعاد - فتوة درب العسال:1985 - لست مجرماً:1985-حاتم بيه - المقاول - العايقة والدريسة:1984-المعلم عمار - بيت القاضي:1984 - طابونة حمزة:1984 - لا تسألني من أنا:1984-حنفي - ليلة القبض على فاطمة:1984-عرفة - المتسول:1983-سائق التاكسي - رجال لا يعرفون الحب:1979-شيخ العرب في الصحراء \الدليل - الأقمر:1978-الصول - القضية المشهورة:1978-البدري - القطط السمان:1978-المقاول - ومن الحب ما قتل:1978 - أفواه وأرانب:1977-سائق الشاحنه - الشياطين:1977 - بص شوف سكر بتعمل ايه:1977 - سونيا والمجنون:1977-حسن | - سنه أولى حب:1976-عبد العزيز - عضو الحزب - البحث عن المتاعب:1975 - الكداب:1975 - الكرنك:1975 - أميرة حبي أنا:1975 - صابرين:1975 - الرجل الآخر:1973-السبّاك - رغبات ممنوعة:1972-مطاوع - زوج شوق - مدرستي الحسناء:1971 - سارق المحفظة:1970-نشال - القضية 68: 1968-عضو اللجنة - حب وخيانة:1968-من أهل الحاره - العملاق:1960 - الغجرية:1960 - حب وحرمان:1960-احد ضيوف الحفل - عنتر يغزو الصحراء:1960 - حياة إمرأة:1959 - عودة الحياة:1959 |

### أخرى
| - سهرة تليفزيونية: حضرة الناظر:1990 - فوازير: عمو فؤاد وكنوز الأرض:1990 - فوازير: عودة عمو فؤاد (عمو فؤاد راجع يا ولاد):1989 - سهرة تليفزيونية: السكرتيرة الجديدة:1985 - سهرة تليفزيونية: نوارة:1983 - مسلسل اذاعي: الغريب والجبل:1981-عارف | - مسلسل اذاعي: أم كلثوم:1975 - مسلسل اذاعي: عودة ريا وسكينة:1972 - سهرة تليفزيونية: الأخوين - سهرة تليفزيونية: الأيام الخضراء-ضيف السهرة - سهرة تليفزيونية: الرجل المناسب - مسلسل اذاعي: المشاغب | - مسلسل اذاعي: أنا وأبويا على نص أخويا - مسلسل اذاعي: أوراق ضاحكة - سهرة تليفزيونية: جالك كلامي - مسلسل اذاعي: جراح عميقة - مسلسل اذاعي: صياد الجواسيس - فوازير: عمو فؤاد والمخترعين (عمو فؤاد إدانا معاد) |

## وصلات خارجية
- عزت عبد الجواد على موقع الدهليز
- عزت عبد الجواد على موقع قاعدة بيانات الأفلام العربية
- عزت عبد الجواد على موقع دهليز
- عزت عبد الجواد على موقع imdb
- عزت عبد الجواد على موقع كاروهات